# Kusapín
Kusapín è un comune (corregimiento) della Repubblica di Panama situato nel distretto di Kusapín, comarca di Ngäbe-Buglé, di cui è capoluogo. Si estende su una superficie di 23,1 km² e conta una popolazione di 3.080 abitanti (censimento 2010).